# 위례터널
위례터널(慰禮터널)은 서울특별시 강남구 세곡동과 경기도 성남시 수정구 복정동을 잇는 터널이다. 길이는 2,362m이며, 2015년 4월 7일에 개통되었다.
이 터널은 상습 정체가 발생하는 복정사거리 정체를 해소하기 위해 입체화 사업으로 설치되었고, 서울특별시와 성남시 사이에 있지만 관계기관 협의를 통해 서울특별시가 전 구간을 관리하고 있다. 본래 개통은 2015년 10월로 예정되어 있었으나 6개월 앞당겨 개통하였다.
명칭은 위례신도시의 관문 역할을 한다고 하여 2015년 4월 5일 국토교통부 국토지리정보원 산하 국가지명위원회를 통해 명명되었다.

## 역사
- 2015년 4월 7일 : 개통